# Декла
Декла (латис. Dēkla) — в латиській міфології одна з богинь долі, нарівні з Лаймою та Картою. Вона особливо піклується про новонароджених немовлят, а також протегує дівчатам у виборі доброго нареченого. У піснях імена Декла та Лайма часто чергуються. У казках це назва цілого класу персонажів.